# It Wasn't Me
It Wasn't Me is een nummer van de Jamaicaanse reggae-artiest Shaggy uit 2001. Het is de eerste single van zijn vijfde studioalbum Hot Shot. Op het nummer is ook de Brits-Jamaicaanse zanger RikRok te horen.
"It Wasn't Me" gaat over een man die de liefde heeft bedreven met een andere vrouw, en betrapt werd door zijn eigen vrouw. De man vraagt zijn vriend wat te doen, en zijn vriend adviseert hem alles te ontkennen, door te zeggen dat hij het niet was ("It wasn't me").
Het nummer werd een wereldhit, en wist in acht landen de nummer 1-positie te bereiken. Ook in de Amerikaanse Billboard Hot 100, de Nederlandse Top 40 en de Vlaamse Ultratop 50 werd het een nummer 1-hit.

## Andere uitvoeringen
- Lady Saw en Masha namen het op als Son Of A Bitch; hierin wordt het standpunt belicht van de bedrogen vrouw die niet van plan is haar man te vergeven voor zijn overspel.
- DJ Sjakie maakte een Nederlandstalige versie onder de titel Ik Was Het Niet; ditmaal is het de man zelf die bedrogen wordt en blijkt zijn beste vriend die ander te zijn.
- Zelf maakte Shaggy in 2018 met talkshowpresentator James Corden een parodie op het onderzoek van Robert Mueller naar de invloed van Rusland op de de Amerikaanse presidentsverkiezingen. Shaggy speelde Donald Trump die zich achter het excuus "It wasn't me" bleef verschuilen nadat hij in de boeien werd geslagen.
- Brownie Dutch maakte in 2021 een Nederlandstalige versie van het lied voor een campagne van Rijksoverheid over fitter worden.